# Понизье (местность)
Пони́зье — историческая область на юго-западе современной Украины, упоминаемая в русских летописях XII—XIII веков.

## Локализация
Один из вариантов локализации Понизья отождествляет его с Подольем (термин появляется в начале XIV века), то есть с левым (восточным) берегом среднего Днестра и землями по Южному Бугу, за исключением его нижнего течения. В этом случае практически совпадает с болоховской землёй, хотя летопись использует названия Понизье и болоховская земля для разных случаев, и если первая была галицкой волостью, то во второй были собственные князья.
Понизье иногда отождествляется с Поднестровьем, в таком понимании охватывая оба берега Днестра, за исключением, однако, его верхнего бассейна — исходных земель Галицкого княжества.
Грушевский М. С. определяет Понизье от Карпат на западе до Калюса на востоке, оно под воздействием политических факторов могло включать и болоховскую землю.
Ещё одна версия помещает Понизье между Днестром и Карпатами, в этом случае Понизье и Подолье территориально не пересекаются.
Также в исторической литературе встречается понимание Понизья как части Подолья, выходящей к Чёрному морю у устьев Днестра и Южного Буга.

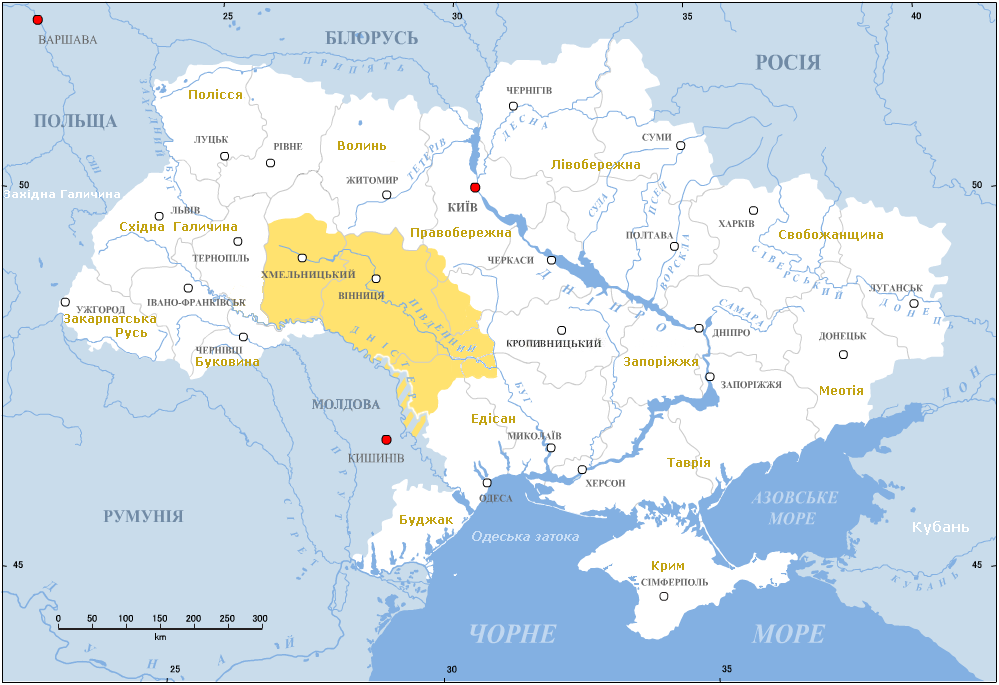
Подолье на карте Украины
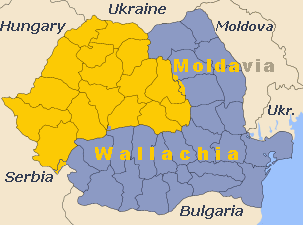
Трансильвания (жёлтым), находящаяся западнее Понизья